# Luigi Peak
Der Luigi Peak (auch bekannt als Mount Savoia und Savoia Peak, in Argentinien Pico Luis de Saboya, in Chile Pico Luigi Di Savoia) ist mit 1415 m der höchste Berg auf der Wiencke-Insel im Palmer-Archipel westlich der Antarktischen Halbinsel. Er ragt etwa 5 km südöstlich der stillgelegten britischen Forschungsstation am Port Lockroy auf und bildet das nordöstliche Ende der Sierra DuFief. Er ist überwiegend stark vergletschert, die Nordwestseite wird hingegen von steilen Felswänden dominiert.
Teilnehmer der Belgica-Expedition (1897–1899) unter der Leitung des belgischen Polarforschs Adrien de Gerlache de Gomery entdeckten ihn 1898. Die Erstbesteigung erfolgte bei der Vierten Französischen Antarktisexpedition (1903–1905) unter der Leitung des Polarforschers Jean-Baptiste Charcot. Charcot benannten den Berg nach dem italienischen Forschungsreisenden Luigi Amadeo von Savoyen.